# Csehország az 1994. évi téli olimpiai játékokon
Csehország a norvégiai Lillehammerben megrendezett 1994. évi téli olimpiai játékok egyik részt vevő nemzete volt. Az országot az olimpián 7 sportágban 63 sportoló képviselte, akik érmet nem szereztek. Csehország önállóan először vett részt az olimpiai játékokon.

## Biatlon
Férfi
| Versenyző                                        | Versenyszám      | Lövőhiba    | Időeredmény | Helyezés |
| ------------------------------------------------ | ---------------- | ----------- | ----------- | -------- |
| Petr Garabík                                     | 10 km sprint     | 1 (0+1)     | 30:31,2     | 21.      |
| Petr Garabík                                     | 20 km egyéni     | 1 (0+1+0+0) | 59:48,9     | 11.      |
| Jiří Holubec                                     | 10 km sprint     | 2 (0+2)     | 30:45,2     | 29.      |
| Jiří Holubec                                     | 20 km egyéni     | 1 (0+0+0+1) | 1:00:18,9   | 17.      |
| Tomáš Kos                                        | 10 km sprint     | 1 (0+1)     | 31:52,0     | 46.      |
| Ivan Masařík                                     | 20 km egyéni     | 3 (1+1+0+1) | 1:01:46,0   | 34.      |
| Petr Garabík Tomáš Kos Ivan Masařík Jiří Holubec | 4 × 7,5 km váltó | 0+0         | 1:35:26,0   | 12.      |

Női
| Versenyző                                             | Versenyszám      | Lövőhiba    | Időeredmény | Helyezés |
| ----------------------------------------------------- | ---------------- | ----------- | ----------- | -------- |
| Irena Česneková                                       | 15 km egyéni     | 4 (0+2+1+1) | 59:29,0     | 50.      |
| Eva Háková                                            | 7,5 km sprint    | 1 (1+0)     | 26:48,2     | 9.       |
| Eva Háková                                            | 15 km egyéni     | 6 (2+0+4+0) | 57:43,2     | 35.      |
| Iveta Knížková                                        | 7,5 km sprint    | 3 (1+2)     | 28:18,3     | 34.      |
| Iveta Knížková                                        | 15 km egyéni     | 6 (2+1+2+1) | 57:23,7     | 34.      |
| Jiřína Pelcová                                        | 7,5 km sprint    | 3 (0+3)     | 29:23,0     | 49.      |
| Jiřína Pelcová                                        | 15 km egyéni     | 3 (1+0+0+2) | 58:07,3     | 37.      |
| Gabriela Suvová                                       | 7,5 km sprint    | 4 (2+2)     | 30:25,8     | 63.      |
| Jana Kulhavá Jiřína Pelcová Iveta Knížková Eva Háková | 4 × 7,5 km váltó | 3           | 1:57:00,8   | 7.       |

## Bob
| Versenyző                                          | Versenyszám | 1. futam | 1. futam | 2. futam | 2. futam | 3. futam | 3. futam | 4. futam | 4. futam | Összesítés | Összesítés |
| Versenyző                                          | Versenyszám | Idő      | Hely.    | Idő      | Hely.    | Idő      | Hely.    | Idő      | Hely.    | Idő        | Helyezés   |
| -------------------------------------------------- | ----------- | -------- | -------- | -------- | -------- | -------- | -------- | -------- | -------- | ---------- | ---------- |
| Jiří Dzmura Pavel Polomský                         | Kettes      | 52,66    | 5.       | 53,18    | 7.       | 53,02    | 9.       | 53,32    | 10.      | 3:32,18    | 7.*        |
| Pavel Puškár Jan Kobián                            | Kettes      | 53,44    | 21.*     | 53,42    | 13.*     | 53,54    | 21.      | 53,85    | 22.      | 3:34,25    | 20.        |
| Jiří Dzmura Pavel Puškár Pavel Polomský Jan Kobián | Négyes      | 52,35    | 14.      | 52,45    | 13.*     | 52,31    | 7.*      | 52,40    | 5.       | 3:29,51    | 10.        |

* - egy másik csapattal azonos eredményt ért el

## Északi összetett
| Versenyző                                | Versenyszám | Síugrás | Síugrás | Síugrás    | Sífutás    | Sífutás    | Összesítés | Összesítés |
| Versenyző                                | Versenyszám | Pont    | Hely.   | Időhátrány | Idő        | Hely.      | Idő        | Helyezés   |
| ---------------------------------------- | ----------- | ------- | ------- | ---------- | ---------- | ---------- | ---------- | ---------- |
| Miroslav Kopal                           | Egyéni      | 165,0   | 48.     | +9:06      | nem indult | nem indult | kiesett    | kiesett    |
| Milan Kučera                             | Egyéni      | 194,0   | 24.*    | +5:53      | 41:29,5    | 36.        | 47:22,5    | 31.        |
| František Máka                           | Egyéni      | 201,5   | 17.*    | +5:03      | 40:23,2    | 22.        | 45:26,2    | 18.        |
| Zbyněk Pánek                             | Egyéni      | 171,0   | 41.*    | +8:26      | 38:58,0    | 5.         | 47:24,0    | 32.        |
| Zbyněk Pánek Milan Kučera František Máka | Csapat      | 603,5   | 6.      | +10:50     | 1:24:05,9  | 6.         | 1:34:55,9  | 5.         |

* - egy másik versenyzővel azonos eredményt ért el

## Jégkorong
| Cseh nemzeti férfi jégkorongcsapat-játékoskeret                                                                      | Cseh nemzeti férfi jégkorongcsapat-játékoskeret                                                                                  | Cseh nemzeti férfi jégkorongcsapat-játékoskeret                                                             |
| --- | --- | --- |
| - Jan Alinč - Petr Bříza - Jiří Doležal - Pavel Geffert - Roman Horak - Miloslav Hořava - Martin Hosták - Petr Hrbek | - Otakar Janecký - Jiří Kučera - Drahomír Kadlec - Jaroslav Kameš - Tomáš Kapusta - Kamil Kašťák - Bedřich Ščerban - Tomáš Sršeň | - Antonín Stavjaňa - Radek Ťoupal - Roman Turek - Jiří Veber - Jan Vopat - Jiří Vykoukal - Richard Žemlička |

A csoport
| Hely. | Csapat       | M | Gy | D | V | G+ | G– | Gk  | P  | Továbbjutás     |
| ----- | ------------ | - | -- | - | - | -- | -- | --- | -- | --------------- |
| 1.    | Finnország   | 5 | 5  | 0 | 0 | 25 | 4  | +21 | 10 | Negyeddöntő     |
| 2.    | Németország  | 5 | 3  | 0 | 2 | 11 | 14 | −3  | 6  | Negyeddöntő     |
| 3.    | Csehország   | 5 | 3  | 0 | 2 | 16 | 11 | +5  | 6  | Negyeddöntő     |
| 4.    | Oroszország  | 5 | 3  | 0 | 2 | 20 | 14 | +6  | 6  | Negyeddöntő     |
| 5.    | Ausztria     | 5 | 1  | 0 | 4 | 13 | 28 | −15 | 2  | A 9–12. helyért |
| 6.    | Norvégia (R) | 5 | 0  | 0 | 5 | 5  | 19 | −14 | 0  | A 9–12. helyért |

1. 1 2 3  Németország 2 pont, +1 gk.; Csehország 2 pont, 0 gk.; Oroszország 2 pont, –1 gk.

| 1994. február 12. 12:00 | Finnország (FIN) | 3–1 (2–1, 1–0, 0–0) | Csehország (CZE) | Håkons Hall, Lillehammer Nézőszám: 5200 |

| | Jarmo Myllys | Kapusok                 | Petr Bříza | Játékvezető: Rob Hearn Vonalbírók: Jay Borman Szergej Feofanov |
| \| Jutila (Strömberg) (PP) – 05:05 \| 1–0 \| \| \| Ojanen (Varis, Palo) – 07:34 \| 2–0 \| \| \| \| 2–1 \| 17:26 – Kašťák (Kadlec) \| \| Kapanen (Helminen) – 34:32 \| 3–1 \| \| |              |                         |            | Játékvezető: Rob Hearn Vonalbírók: Jay Borman Szergej Feofanov |
| 10 perc | Büntetések   | 12 perc                 |            | Játékvezető: Rob Hearn Vonalbírók: Jay Borman Szergej Feofanov |
| 24 | Lövések      | 14                      |            | Játékvezető: Rob Hearn Vonalbírók: Jay Borman Szergej Feofanov |
| Jutila (Strömberg) (PP) – 05:05 | 1–0          |                         |            | Játékvezető: Rob Hearn Vonalbírók: Jay Borman Szergej Feofanov |
| Ojanen (Varis, Palo) – 07:34 | 2–0          |                         |            | Játékvezető: Rob Hearn Vonalbírók: Jay Borman Szergej Feofanov |
| | 2–1          | 17:26 – Kašťák (Kadlec) |            | Játékvezető: Rob Hearn Vonalbírók: Jay Borman Szergej Feofanov |
| Kapanen (Helminen) – 34:32 | 3–1          |                         |            |                                                                |

| 1994. február 14. 17:30 | Csehország (CZE) | 7–3 (2–2, 4–1, 1–0) | Ausztria (AUT) | Gjøvik Olympic Cavern Hall, Gjøvik Nézőszám: 4340 |

| | Roman Turek | Kapusok                      | Claus Dalpiaz | Játékvezető: Tor Hansen Vonalbírók: Lonnie Cameron Lionel Ollier |
| \| Kučera – 03:07 \| 1–0 \| \| \| Horák – 05:44 \| 2–0 \| \| \| \| 2–1 \| 07:50 – Ulrich (Dallman) \| \| \| 2–2 \| 15:25 – Kerth \| \| Žemlička (Hrbek, Ščerban) – 22:23 \| 3–2 \| \| \| Horák – 23:28 \| 4–2 \| \| \| Alinč – 31:48 \| 5–2 \| \| \| Doležal (Kučera, Janecký) – 32:19 \| 6–2 \| \| \| \| 6–3 \| 35:30 – Dallman (Kerth) (SH) \| \| Hosták (Sršeň) (SH) – 57:55 \| 7–3 \| \| |             |                              |               | Játékvezető: Tor Hansen Vonalbírók: Lonnie Cameron Lionel Ollier |
| 14 perc | Büntetések  | 16 perc                      |               | Játékvezető: Tor Hansen Vonalbírók: Lonnie Cameron Lionel Ollier |
| 40 | Lövések     | 25                           |               | Játékvezető: Tor Hansen Vonalbírók: Lonnie Cameron Lionel Ollier |
| Kučera – 03:07 | 1–0         |                              |               | Játékvezető: Tor Hansen Vonalbírók: Lonnie Cameron Lionel Ollier |
| Horák – 05:44 | 2–0         |                              |               | Játékvezető: Tor Hansen Vonalbírók: Lonnie Cameron Lionel Ollier |
| | 2–1         | 07:50 – Ulrich (Dallman)     |               | Játékvezető: Tor Hansen Vonalbírók: Lonnie Cameron Lionel Ollier |
| | 2–2         | 15:25 – Kerth                |               |                                                                  |
| Žemlička (Hrbek, Ščerban) – 22:23 | 3–2         |                              |               |                                                                  |
| Horák – 23:28 | 4–2         |                              |               |                                                                  |
| Alinč – 31:48 | 5–2         |                              |               |                                                                  |
| Doležal (Kučera, Janecký) – 32:19 | 6–2         |                              |               |                                                                  |
| | 6–3         | 35:30 – Dallman (Kerth) (SH) |               |                                                                  |
| Hosták (Sršeň) (SH) – 57:55 | 7–3         |                              |               |                                                                  |

| 1994. február 16. 17:30 | Csehország (CZE) | 1–0 (0–0, 0–0, 1–0) | Németország (GER) | Gjøvik Olympic Cavern Hall, Gjøvik Nézőszám: 5150 |

|                                           | Petr Bříza | Kapusok | Josef Heiß | Játékvezető: Börje Johansson Vonalbírók: Jay Borman Szergej Feofanov |
| \| Kučera (Vykoukal) – 44:14 \| 1–0 \| \| |            |         |            | Játékvezető: Börje Johansson Vonalbírók: Jay Borman Szergej Feofanov |
| 8 perc                                    | Büntetések | 21 perc |            | Játékvezető: Börje Johansson Vonalbírók: Jay Borman Szergej Feofanov |
| 37                                        | Lövések    | 18      |            | Játékvezető: Börje Johansson Vonalbírók: Jay Borman Szergej Feofanov |
| Kučera (Vykoukal) – 44:14                 | 1–0        |         |            | Játékvezető: Börje Johansson Vonalbírók: Jay Borman Szergej Feofanov |

| 1994. február 18. 20:00 | Csehország (CZE) | 4–1 (3–0, 0–0, 1–1) | Norvégia (NOR) | Håkons Hall, Lillehammer Nézőszám: 9245 |

| | Petr Bříza | Kapusok                                 | Jim Marthinsen | Játékvezető: Ruggero Savaris Vonalbírók: Helmuth Mair Lionel Ollier |
| \| Doležal (Janecký) – 16:47 \| 1–0 \| \| \| Sršeň (Kašťák) – 17:41 \| 2–0 \| \| \| Ťoupal – 19:03 \| 3–0 \| \| \| \| 3–1 \| 51:51 – Dahlstrøm (Magnussen, Andersen) \| \| Kučera (ENG) – 58:53 \| 4–1 \| \| |            |                                         |                | Játékvezető: Ruggero Savaris Vonalbírók: Helmuth Mair Lionel Ollier |
| 8 perc | Büntetések | 10 perc                                 |                | Játékvezető: Ruggero Savaris Vonalbírók: Helmuth Mair Lionel Ollier |
| 29 | Lövések    | 15                                      |                | Játékvezető: Ruggero Savaris Vonalbírók: Helmuth Mair Lionel Ollier |
| Doležal (Janecký) – 16:47 | 1–0        |                                         |                | Játékvezető: Ruggero Savaris Vonalbírók: Helmuth Mair Lionel Ollier |
| Sršeň (Kašťák) – 17:41 | 2–0        |                                         |                | Játékvezető: Ruggero Savaris Vonalbírók: Helmuth Mair Lionel Ollier |
| Ťoupal – 19:03 | 3–0        |                                         |                | Játékvezető: Ruggero Savaris Vonalbírók: Helmuth Mair Lionel Ollier |
| | 3–1        | 51:51 – Dahlstrøm (Magnussen, Andersen) |                |                                                                     |
| Kučera (ENG) – 58:53 | 4–1        |                                         |                |                                                                     |

| 1994. február 20. 15:00 | Oroszország (RUS) | 4–3 (2–2, 2–0, 0–1) | Csehország (CZE) | Håkons Hall, Lillehammer Nézőszám: 9140 |

| | Andrej Zujev | Kapusok                       | Petr Bříza | Játékvezető: Kevin Muench Vonalbírók: Stephan Eriksson Johan Norrman |
| \| Karpov – 04:42 \| 1–0 \| \| \| Gyenyiszov – 05:22 \| 2–0 \| \| \| \| 2–1 \| 15:05 – Hrbek (PP) \| \| \| 2–2 \| 18:13 – Alinč (Kašťák) \| \| Nyikolisin (PP) – 31:12 \| 3–2 \| \| \| Karpov (PP) – 39:01 \| 4–2 \| \| \| \| 4–3 \| 59:15 – Vykoukal (Sršeň) (EA) \| |              |                               |            | Játékvezető: Kevin Muench Vonalbírók: Stephan Eriksson Johan Norrman |
| 12 perc | Büntetések   | 14 perc                       |            | Játékvezető: Kevin Muench Vonalbírók: Stephan Eriksson Johan Norrman |
| 29 | Lövések      | 28                            |            | Játékvezető: Kevin Muench Vonalbírók: Stephan Eriksson Johan Norrman |
| Karpov – 04:42 | 1–0          |                               |            | Játékvezető: Kevin Muench Vonalbírók: Stephan Eriksson Johan Norrman |
| Gyenyiszov – 05:22 | 2–0          |                               |            | Játékvezető: Kevin Muench Vonalbírók: Stephan Eriksson Johan Norrman |
| | 2–1          | 15:05 – Hrbek (PP)            |            | Játékvezető: Kevin Muench Vonalbírók: Stephan Eriksson Johan Norrman |
| | 2–2          | 18:13 – Alinč (Kašťák)        |            |                                                                      |
| Nyikolisin (PP) – 31:12 | 3–2          |                               |            |                                                                      |
| Karpov (PP) – 39:01 | 4–2          |                               |            |                                                                      |
| | 4–3          | 59:15 – Vykoukal (Sršeň) (EA) |            |                                                                      |

Negyeddöntő
| 1994. február 23. 15:00 | Kanada (CAN) | 3–2 (h.u.) (0–1, 1–0, 1–1) (h.u.: 1–0) | Csehország (CZE) | Gjøvik, Fjellhallen Nézőszám: 4180 |

| | Corey Hirsch | Kapusok                  | Petr Bříza | Játékvezető: Mika Lepaus Vonalbírók: Stephan Eriksson Johan Norrman |
| \| \| 0–1 \| 19:34 – Janecký (SH) \| \| Savage – 26:40 \| 1–1 \| \| \| \| 1–2 \| 35:42 – Kučera (Janecký) \| \| Savage (Norris) – 54:35 \| 2–2 \| \| \| Kariya (PP) – 65:54 \| 3–2 \| \| |              |                          |            | Játékvezető: Mika Lepaus Vonalbírók: Stephan Eriksson Johan Norrman |
| 10 perc | Büntetések   | 8 perc                   |            | Játékvezető: Mika Lepaus Vonalbírók: Stephan Eriksson Johan Norrman |
| 24 | Lövések      | 37                       |            | Játékvezető: Mika Lepaus Vonalbírók: Stephan Eriksson Johan Norrman |
| | 0–1          | 19:34 – Janecký (SH)     |            | Játékvezető: Mika Lepaus Vonalbírók: Stephan Eriksson Johan Norrman |
| Savage – 26:40 | 1–1          |                          |            | Játékvezető: Mika Lepaus Vonalbírók: Stephan Eriksson Johan Norrman |
| | 1–2          | 35:42 – Kučera (Janecký) |            | Játékvezető: Mika Lepaus Vonalbírók: Stephan Eriksson Johan Norrman |
| Savage (Norris) – 54:35 | 2–2          |                          |            |                                                                     |
| Kariya (PP) – 65:54 | 3–2          |                          |            |                                                                     |

Az 5–8. helyért
| 1994. február 24. 19:30 | Csehország (CZE) | 5–3 (3–2, 1–0, 1–1) | Egyesült Államok (USA) | Gjøvik, Fjellhallen Nézőszám: 5078 |

| | Petr Bříza | Kapusok                          | Mike Dunham | Játékvezető: Tor Hansen Vonalbírók: Szergej Feofanov Wilhelm Schimm |
| \| \| 0–1 \| 02:50 – Ferraro (Sacco, Johnson) \| \| \| 0–2 \| 04:08 – Lazaro (Beaufait) \| \| Kučera (Doležal) – 14:37 \| 1–2 \| \| \| Geffert (Žemlička, Hrbek) – 16:14 \| 2–2 \| \| \| Hrbek (Geffert, Žemlička) (PP) – 18:43 \| 3–2 \| \| \| Doležal (Vopat, Janecký) – 35:25 \| 4–2 \| \| \| Geffert (Žemlička, Hrbek) – 44:42 \| 5–2 \| \| \| \| 5–3 \| 59:32 – Beaufait \| |            |                                  |             | Játékvezető: Tor Hansen Vonalbírók: Szergej Feofanov Wilhelm Schimm |
| 16 perc | Büntetések | 20 perc                          |             | Játékvezető: Tor Hansen Vonalbírók: Szergej Feofanov Wilhelm Schimm |
| 35 | Lövések    | 28                               |             | Játékvezető: Tor Hansen Vonalbírók: Szergej Feofanov Wilhelm Schimm |
| | 0–1        | 02:50 – Ferraro (Sacco, Johnson) |             | Játékvezető: Tor Hansen Vonalbírók: Szergej Feofanov Wilhelm Schimm |
| | 0–2        | 04:08 – Lazaro (Beaufait)        |             | Játékvezető: Tor Hansen Vonalbírók: Szergej Feofanov Wilhelm Schimm |
| Kučera (Doležal) – 14:37 | 1–2        |                                  |             | Játékvezető: Tor Hansen Vonalbírók: Szergej Feofanov Wilhelm Schimm |
| Geffert (Žemlička, Hrbek) – 16:14 | 2–2        |                                  |             |                                                                     |
| Hrbek (Geffert, Žemlička) (PP) – 18:43 | 3–2        |                                  |             |                                                                     |
| Doležal (Vopat, Janecký) – 35:25 | 4–2        |                                  |             |                                                                     |
| Geffert (Žemlička, Hrbek) – 44:42 | 5–2        |                                  |             |                                                                     |
| | 5–3        | 59:32 – Beaufait                 |             |                                                                     |

Az 5. helyért
| 1994. február 26. 19:30 | Csehország (CZE) | 7–1 (4–1, 1–0, 2–0) | Szlovákia (SVK) | Gjøvik, Fjellhallen Nézőszám: 4465 |

| | Roman Turek | Kapusok                | Eduard Hartmann Miroslav Michalek | Játékvezető: Peter Slapke Vonalbírók: Jouni Lojander Johan Norrman |
| \| \| 0–1 \| 02:21 – Šatan (Haščák) \| \| Janecký (Kučera, Kadlec) – 09:33 \| 1–1 \| \| \| Sršeň (Horák, Kašťák) – 11:11 \| 2–1 \| \| \| Žemlička (Geffert, Vykoukal) – 18:43 \| 3–1 \| \| \| Horák (Sršeň) – 19:14 \| 4–1 \| \| \| Kučera (Janecký) (PP) – 37:28 \| 5–1 \| \| \| Geffert (Žemlička) – 43:30 \| 6–1 \| \| \| Žemlička (Vykoukal) – 57:56 \| 7–1 \| \| |             |                        |                                   | Játékvezető: Peter Slapke Vonalbírók: Jouni Lojander Johan Norrman |
| 12 perc | Büntetések  | 24 perc                |                                   | Játékvezető: Peter Slapke Vonalbírók: Jouni Lojander Johan Norrman |
| 21 | Lövések     | 33                     |                                   | Játékvezető: Peter Slapke Vonalbírók: Jouni Lojander Johan Norrman |
| | 0–1         | 02:21 – Šatan (Haščák) |                                   | Játékvezető: Peter Slapke Vonalbírók: Jouni Lojander Johan Norrman |
| Janecký (Kučera, Kadlec) – 09:33 | 1–1         |                        |                                   | Játékvezető: Peter Slapke Vonalbírók: Jouni Lojander Johan Norrman |
| Sršeň (Horák, Kašťák) – 11:11 | 2–1         |                        |                                   | Játékvezető: Peter Slapke Vonalbírók: Jouni Lojander Johan Norrman |
| Žemlička (Geffert, Vykoukal) – 18:43 | 3–1         |                        |                                   |                                                                    |
| Horák (Sršeň) – 19:14 | 4–1         |                        |                                   |                                                                    |
| Kučera (Janecký) (PP) – 37:28 | 5–1         |                        |                                   |                                                                    |
| Geffert (Žemlička) – 43:30 | 6–1         |                        |                                   |                                                                    |
| Žemlička (Vykoukal) – 57:56 | 7–1         |                        |                                   |                                                                    |

| Csapat           | Helyezés |
| ---------------- | -------- |
| Csehország (CZE) | 5.       |

## Műkorcsolya
| Versenyző                     | Versenyszám | Rövid program     | Rövid program | Rövid program | Kűr               | Kűr     | Kűr         | Összesítés         | Összesítés |
| Versenyző                     | Versenyszám | Több. hely. száma | Hely.         | Hely. pont.   | Több. hely. száma | Hely.   | Hely. pont. | Helyezési pontszám | Helyezés   |
| ----------------------------- | ----------- | ----------------- | ------------- | ------------- | ----------------- | ------- | ----------- | ------------------ | ---------- |
| Lenka Kulovaná                | Női egyéni  | 6×11+             | 11.           | 5,5           | 5×13+             | 14.     | 14,0        | 19,5               | 13.        |
| Irena Zemanová                | Női egyéni  | 9×27+             | 27.           | 13,5          | kiesett           | kiesett | kiesett     | kiesett            | kiesett    |
| Radka Kovaříková René Novotný | Páros       | 8×5+              | 5.            | 2,5           | 9×6+              | 6.      | 6,0         | 8,5                | 6.         |

| Versenyző                       | Versenyszám | Kötelező tánc 1   | Kötelező tánc 1 | Kötelező tánc 1 | Kötelező tánc 2   | Kötelező tánc 2 | Kötelező tánc 2 | Eredeti (original) tánc | Eredeti (original) tánc | Eredeti (original) tánc | Kűr               | Kűr   | Kűr         | Összesítés         | Összesítés |
| Versenyző                       | Versenyszám | Több. hely. száma | Hely.           | Hely. pont.     | Több. hely. száma | Hely.           | Hely. pont.     | Több. hely. száma       | Hely.                   | Hely. pont.             | Több. hely. száma | Hely. | Hely. pont. | Helyezési pontszám | Helyezés   |
| ------------------------------- | ----------- | ----------------- | --------------- | --------------- | ----------------- | --------------- | --------------- | ----------------------- | ----------------------- | ----------------------- | ----------------- | ----- | ----------- | ------------------ | ---------- |
| Kateřina Mrázová Martin Šimeček | Jégtánc     | 9×8+              | 8.              | 1,6             | 8×8+              | 8.              | 1,6             | 8×8+                    | 8.                      | 4,8                     | 7×8+              | 8.    | 8,0         | 16,0               | 8.         |
| Radmila Chroboková Milan Brzý   | Jégtánc     | 7×16+             | 16.             | 3,2             | 5×15+             | 16.             | 3,2             | 7×16+                   | 16.                     | 9,6                     | 5×15+             | 16.   | 16,0        | 32,0               | 16.        |

## Sífutás
Férfi
| Versenyző                                           | Versenyszám         | Eredmény      | Helyezés      |
| --------------------------------------------------- | ------------------- | ------------- | ------------- |
| Pavel Benc                                          | 10 km               | 27:38,6       | 65.           |
| Pavel Benc                                          | 15 km üldözőverseny | 41:24,1       | 36.           |
| Pavel Benc                                          | 30 km               | 1:18:49,5     | 25.           |
| Lubomír Buchta                                      | 10 km               | 26:17,6       | 26.           |
| Lubomír Buchta                                      | 15 km üldözőverseny | 40:34,0       | 24.           |
| Lubomír Buchta                                      | 50 km               | 2:14:50,0     | 20.           |
| Václav Korunka                                      | 10 km               | 27:22,8       | 59.           |
| Václav Korunka                                      | 15 km üldözőverseny | 41:42,0       | 37.           |
| Martin Petrásek                                     | 10 km               | 28:10,0       | 71.           |
| Martin Petrásek                                     | 15 km üldözőverseny | 44:03,8       | 58.           |
| Martin Petrásek                                     | 50 km               | nem ért célba | nem ért célba |
| Jiří Teplý                                          | 30 km               | 1:17:37,8     | 17.           |
| Ondrej Valenta                                      | 30 km               | 1:20:04,1     | 34.           |
| Ondrej Valenta                                      | 50 km               | 2:26:08,6     | 58.           |
| Lubomír Buchta Václav Korunka Jiří Teplý Pavel Benc | 4 × 10 km váltó     | 1:47:12,6     | 8.            |

Női
| Versenyző                                                                 | Versenyszám         | Eredmény      | Helyezés      |
| ------------------------------------------------------------------------- | ------------------- | ------------- | ------------- |
| Lucie Chroustovská                                                        | 15 km               | 47:37,8       | 48.           |
| Lucie Chroustovská                                                        | 30 km               | 1:36:07,8     | 39.           |
| Kateřina Neumannová                                                       | 5 km                | 14:49,6       | 8.            |
| Kateřina Neumannová                                                       | 10 km üldözőverseny | 28:41,8       | 6.            |
| Kateřina Neumannová                                                       | 15 km               | 43:25,1       | 14.*          |
| Jana Rázlová                                                              | 5 km                | 16:39,7       | 55.           |
| Jana Rázlová                                                              | 10 km üldözőverseny | 35:38,8       | 52.           |
| Jana Rázlová                                                              | 30 km               | 1:36:40,9     | 42.           |
| Martina Vondrová                                                          | 5 km                | 16:27,3       | 47.           |
| Martina Vondrová                                                          | 10 km üldözőverseny | 33:43,9       | 44.           |
| Martina Vondrová                                                          | 15 km               | 45:29,1       | 31.           |
| Martina Vondrová                                                          | 30 km               | 1:34:50,1     | 36.           |
| Iveta Zelingerová-Fortová                                                 | 5 km                | 16:15,6       | 43.           |
| Iveta Zelingerová-Fortová                                                 | 10 km üldözőverseny | 32:32,2       | 33.           |
| Iveta Zelingerová-Fortová                                                 | 15 km               | 46:56,3       | 41.           |
| Iveta Zelingerová-Fortová                                                 | 30 km               | nem ért célba | nem ért célba |
| Martina Vondrová Iveta Zelingerová Kateřina Neumannová Lucie Chroustovská | 4 × 5 km váltó      | 1:02:02,1     | 9.            |

* - egy másik versenyzővel azonos eredményt ért el

## Síugrás
| Versenyző                                                  | Versenyszám | 1. ugrás | 1. ugrás | 2. ugrás | 2. ugrás | Összesítés | Összesítés |
| Versenyző                                                  | Versenyszám | Pont     | Hely.    | Pont     | Hely.    | Pont       | Helyezés   |
| ---------------------------------------------------------- | ----------- | -------- | -------- | -------- | -------- | ---------- | ---------- |
| Ladislav Dluhoš                                            | Normálsánc  | 108,5    | 31.**    | kizárták | kizárták | kiesett    | kiesett    |
| Ladislav Dluhoš                                            | Nagysánc    | 67,4     | 38.      | 74,4     | 29.      | 141,8      | 30.        |
| Zbyněk Krompolc                                            | Normálsánc  | 106,0    | 35.      | 83,5     | 41.      | 189,5      | 36.        |
| Zbyněk Krompolc                                            | Nagysánc    | 90,2     | 24.      | 61,2     | 39.      | 151,4      | 29.        |
| Jiří Parma                                                 | Normálsánc  | 118,0    | 18.      | 108,5    | 24.      | 226,5      | 19.**      |
| Jiří Parma                                                 | Nagysánc    | 88,1     | 25.      | 36,6     | 54.      | 124,7      | 39.        |
| Jaroslav Sakala                                            | Normálsánc  | 109,0    | 30.      | 126,0    | 7.       | 235,0      | 13.        |
| Jaroslav Sakala                                            | Nagysánc    | 113,1    | 9.       | 108,9    | 7.       | 222,0      | 7.         |
| Zbyněk Krompolc Jaroslav Sakala Ladislav Dluhoš Jiří Parma | Csapat      | 401,9    | 8.       | 398,8    | 7.       | 800,7      | 7.         |

** - két másik versenyzővel azonos eredményt ért el